# Давід Хорват
Давід Хорват (порт. Dávid Horváth, 16 травня 1996) — бразильський плавець.
Учасник Олімпійських Ігор 2016 року.
Призер Чемпіонату Європи з плавання на короткій воді 2019 року.